# Joseph Wirth
Karl Joseph Wirth (Friburgo in Brisgovia, 6 settembre 1879 – Friburgo in Brisgovia, 3 gennaio 1956) è stato un politico tedesco, cancelliere della Repubblica di Weimar dal 10 maggio 1921 al 14 novembre 1922.

## Biografia

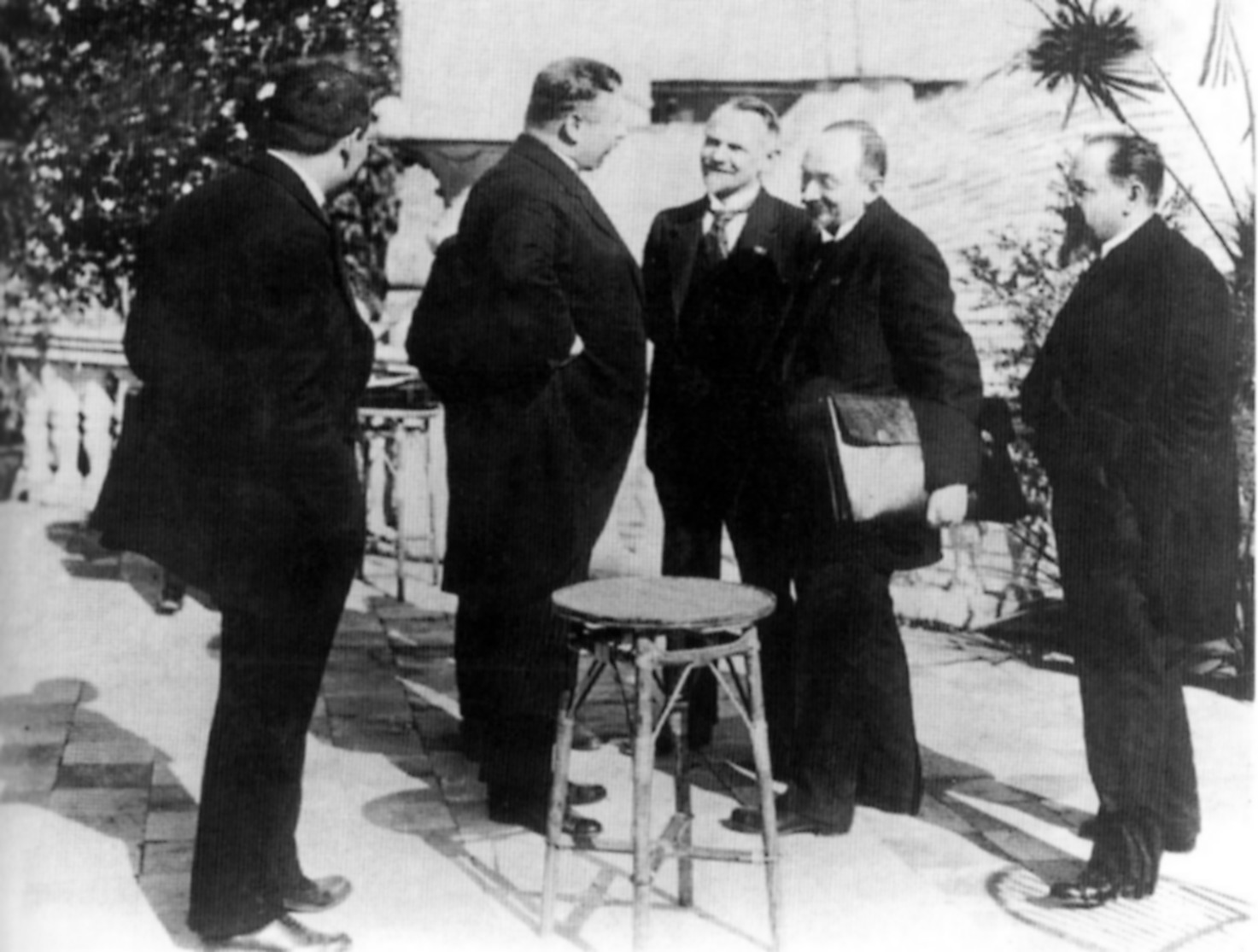
Joseph Wirth (secondo da sinistra) a Rapallo.

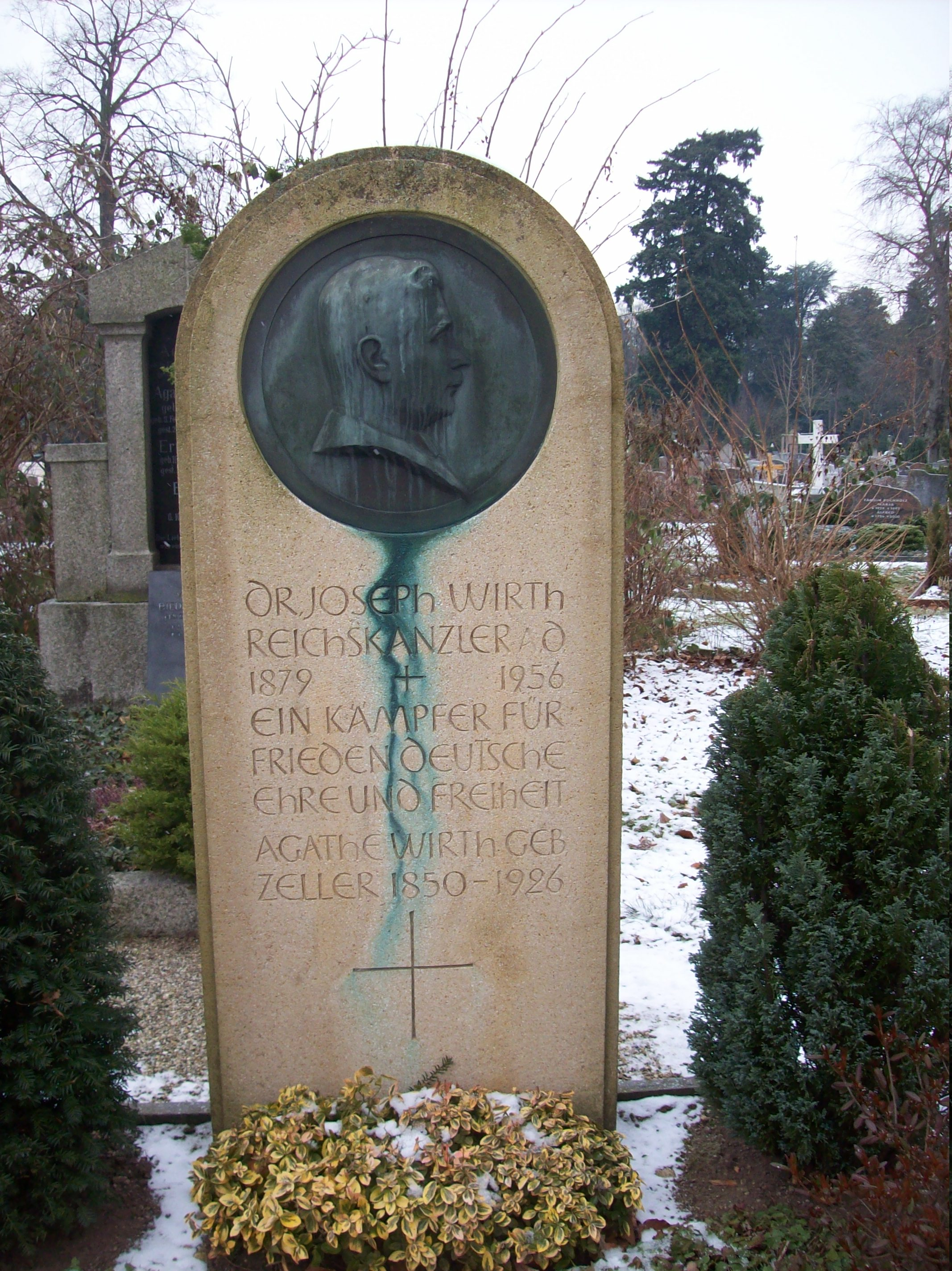
Tomba di Joseph Wirth al cimitero di Friburgo.

### Epoca imperiale
Joseph Wirth nacque a Friburgo in Brisgovia nel 1879, figlio del caposquadra Karl Wirth e di Agathe Zeller. I suoi genitori riuscirono a garantire a lui e ai suoi due fratelli il mantenimento per raggiungere il livello di istruzione superiore. Una volta superato l'esame di maturità, iniziò quindi gli studi di economia sociale e di matematica presso la Freiburg Albert-Ludwigs-Universität, dove si laureò nel 1906 con una tesi proprio di matematica.
Nel 1908 accettò un lavoro come professore in una scuola secondaria nella sua città natale. Nel 1909 fu uno dei fondatori del Vinzenzvereins, un'organizzazione cattolica di aiuto per le classi disagiate. A questo periodo risale la sua iscrizione al Zentrumspartei - Partito di Centro -, per il quale sedette dal 1912 in Consiglio comunale. Un anno dopo si trasferisce alla Badische Ständeversammlung, la dieta del Baden. Nel 1914 divenne infine membro del Reichstag. Dopo lo scoppio della prima guerra mondiale, risultato inabile per il servizio militare, entrò nella Croce Rossa, per la quale lavorò fino al 1918 come infermiere sul fronte occidentale.

### Repubblica di Weimar
Joseph Wirth accolse con favore la Rivoluzione di novembre del 1918, anche se aveva condiviso per un anno la Burgfriedenspolitik del Cancelliere Theobald von Bethmann-Hollweg. Nel 1918 Wirth fu anche ministro delle finanze del Baden.
In seguito alle dimissioni di Matthias Erzberger, fu nominato cancelliere Hermann Müller di Friburgo, che lo nominò proprio successore come ministro delle finanze. Durante il successivo governo Fehrenbach, Wirth si occupò del tema delle riparazioni di guerra. Alle dimissioni di Fehrenbach in seguito all'Ultimatum di Londra, in cui si dovettero accogliere le richieste di riparazione, Joseph Wirth ascese alla carica di Cancelliere.
Nel maggio 1921, in qualità di portavoce del centro sinistra prestò giuramento - all'età di 41 anni - come più giovane Cancelliere tedesco, record tuttora vigente. In un primo momento mantenne anche la carica di ministro delle Finanze. Il suo governo si è basò sulla cosiddetta Weimarer Koalition (Coalizione di Weimar) dei partiti centristi: SPD, Zentrum e DDP. Il Governo Wirth I decise in breve tempo per l'adozione dell'ultimatum di Londra per dimostrare l'impossibilità pratica del rispetto delle richieste. Wirth calcolò che la somma totale richiesta era superiore all'efficienza economica dello stato tedesco, motivo per cui la riparazione sarebbe stata rivista in ogni caso. Si crearono anche numerosi gruppi fortemente contrari alla politica scelta dal Cancelliere.
Il 20 marzo 1921 si era tenuto in Alta Slesia una referendum sul mantenimento della regione in seno alla Germania, in cui una maggioranza del 60% optò per rimanere nei confini preesistenti. La Società delle Nazioni aveva infatti previsto come possibilità all'interno del Trattato di Versailles la distribuzione della regione - industrialmente molto importante - tra Germania e Polonia. Come segno di protesta da parte del governo tedesco contro la decisione, irrispettosa del concetto di Autodeterminazione dei popoli, il primo governo Wirth rassegnò le dimissioni nell'ottobre 1921.
Il Presidente del Reich, Friedrich Ebert chiese comunque la disponibilità a Wirth per la formazione di un nuovo esecutivo ed il 26 ottobre 1921, il Gabinetto Wirth II era nuovamente al lavoro. Il cambiamento più importante all'interno dell'organico si registrò nel campo della politica estera: il ministro degli Esteri Friedrich Rosen venne - dopo un breve periodo gestito ad interim dallo stesso Wirth - sostituito da Walther Rathenau. Nel mese di aprile del 1922, una delegazione tedesca, guidata da Wirth e Rathenau presenziò per la prima volta alla Conferenza Internazionale Economica di Genova. Il 16 di aprile, a margine della Conferenza Internazionale la stessa delegazione stipulò inoltre il cosiddetto Trattato di Rapallo. Il trattato aveva come scopo la ripresa delle relazioni diplomatiche ed economiche tra Germania e Unione Sovietica, così come il definitivo regolamento delle questioni lasciate aperte dal conflitto mondiale da poco concluso. Tale accordo con l'Unione Sovietica scatenò l'ira dell'estrema destra tedesca: il 24 giugno 1922 Walther Rathenau fu vittima di un assassinio politico. In reazione a ciò, Wirth si recò al Reichstag e disse, al termine di un appassionato discorso, le ancor oggi note parole:
(Joseph Wirth: Der Reichskanzler anläßlich der Ermordung des Reichaußenministers Walther Rathenau. Discorso al Reichstag, 25 giugno 1922)
Quando alcune settimane dopo l'11 luglio, fu tenuto un discorso per l'adozione da parte della Repubblica del diritto di tutela dei partiti del Reichstag, Wirth intervenne accaloratamente riguardo al discorso tenuto al parlamento nazionale dal nazionalsocialista Wilhelm Henning, che si era dichiarato compiaciuto per quanto accaduto a Rathenau, in quanto l'onore tedesco era stato perso nel momento in cui la nazione era caduta nelle mani di un ebreo. Wirth definì scandaloso che tale calunnia avesse potuto essere espressa, manifestando inoltre il proprio rammarico che il suo partito di provenienza non aveesse avuto il coraggio di isolare membri del genere.
Nel novembre del 1922, in seguito al fallimento nello sforzo di portare tutte le forze democratiche dalla SPD al DVP in un'unica coalizione, Joseph Wirth rassegnò le proprie dimissioni da Cancelliere.
Negli anni successivi l'oramai ex Cancelliere della Repubblica iniziò a patrocinare l'organizzazione della Reichsbanner Schwarz-Rot-Gold, forza paramilitare di ispirazione socialdemocratica istituita in Germania nel 1924 e nominalmente multipartitica.
Inoltre, curò la rivista Deutsche Republik mentre era ancora deputato.
Nell'agosto del 1925, durante il primo governo di Hans Luther, il Partito di Centro formò una coalizione con il DNVP, motivo per cui Wirth si dimise dal Reichstag. Hermann Müller lo richiamò per conferirgli l'incarico di ministro del Reich per i territori occupati durante la prima Große Koalition. Durante il governo di Heinrich Brüning (1930-1931) fu invece nominato Ministro dell'Interno. In tale veste agì come intermediario nelle incomprensioni tra il Cancelliere e la SPD, godendo di un periodo di grande popolarità. Joseph Wirth rassegnò le dimissioni dopo iniziativa personale del presidente Paul von Hindenburg.
Nel marzo del 1933, quando il Decreto dei pieni poteri fu discusso in aula al Reichstag, Wirth chiarì la propria ferma opposizione in un appassionato discorso. Il 24 marzo 1933, in seguito all'adozione di tale legge, abbandonò il Reich tedesco succube dell'ideologia nazista ed emigrò nella neutrale Svizzera.

### Gli anni dell'esilio
Wirth acquistò una villa a Lucerna e viaggiò per colloqui con i vertici politici di Francia e Gran Bretagna. Durante un viaggio lungo la costa orientale degli Stati Uniti, tenne lezioni per spiegare i metodi del regime nazista presso le Università di Harvard (dove incontrò l'ex cancelliere Brüning) e Princeton. Tra il 1935 ed il 1939 visse a Parigi, poi fece ritorno a Lucerna. Tentò di stabilire contatti politici con Roma a riguardo della politica anti-semita della Germania, in contrasto con il Vaticano. Mantenne inoltre contatti con i gruppi di resistenza Solf-Kreis e Kreisauer Kreis.

### Bundesrepublik
Joseph Wirth ritornò in patria solo nel 1949, allorquando le autorità di occupazione francesi lo permisero. Si dichiarò contrario alla politica di Konrad Adenauer, in quanto perpetuava la divisione della Germania. Perciò, Wirth, insieme a Wilhelm Elfes fondò con i neutralisti, guidati dal Partito Socialista Unificato di Germania (SED), il Bund der Deutschen, Partei für Einheit, Frieden und Freiheit (BDD) ed il  Deutsche Volkszeitung. L'ex cancelliere si opponeva a una pura integrazione con l'Occidente, e credeva, in continuazione della politica stabilita a Rapallo, in un accordo con l'Unione Sovietica, pur non approvandone in pieno la politica. Soggiornò per la prima volta a Mosca nel 1951 per colloqui politici, mentre nella CDU iniziò ad essere visto come eccessivamente tendente a sinistra.
La Repubblica Federale Tedesca gli rifiutò, a causa della sua cooperazione con i comunisti e le discussioni intavolate con i rappresentanti della DDR, il riconoscimento di una pensione, come era accaduto per Heinrich Bruning e Hans Luther. All'interno degli atti della CIA Joseph Wirth viene anche sospettato di essere in realtà un agente sovietico.
Contrariamente a quanto fece la Repubblica Federale, la Repubblica Democratica Tedesca riconobbe all'ex Cancelliere piccole sovvenzioni. Nel 1954 Wirth venne insignito della Deutsche Friedensmedaille, la Medaglia della Pace della Germania Est, mentre l'anno successivo ricevette il Premio Lenin per la pace.
Joseph Wirth morì nel 1956 per un attacco di cuore nella sua città natale, Friburgo.